# نوزومي ساساكي
نوزومي ساساكي (باليابانية: ささき のぞみ) مواليد 19 فبراير 1983، هي مؤدية أصوات يابانية.

## أعمال
- جويل بت توينكل
- البؤساء
- النجم المحظوظ

## روابط خارجية
- نوزومي ساساكي على موقع IMDb (الإنجليزية)
- نوزومي ساساكي على موقع ميوزك برينز (الإنجليزية)
- نوزومي ساساكي على موقع قاعدة بيانات الفيلم (الإنجليزية)
- نوزومي ساساكي على موقع كينوبويسك (الروسية)
- نوزومي ساساكي على موقع كينوبويسك (الروسية)
- نوزومي ساساكي على موقع ANN person (الإنجليزية)